# Francesc Guillamet Ferran

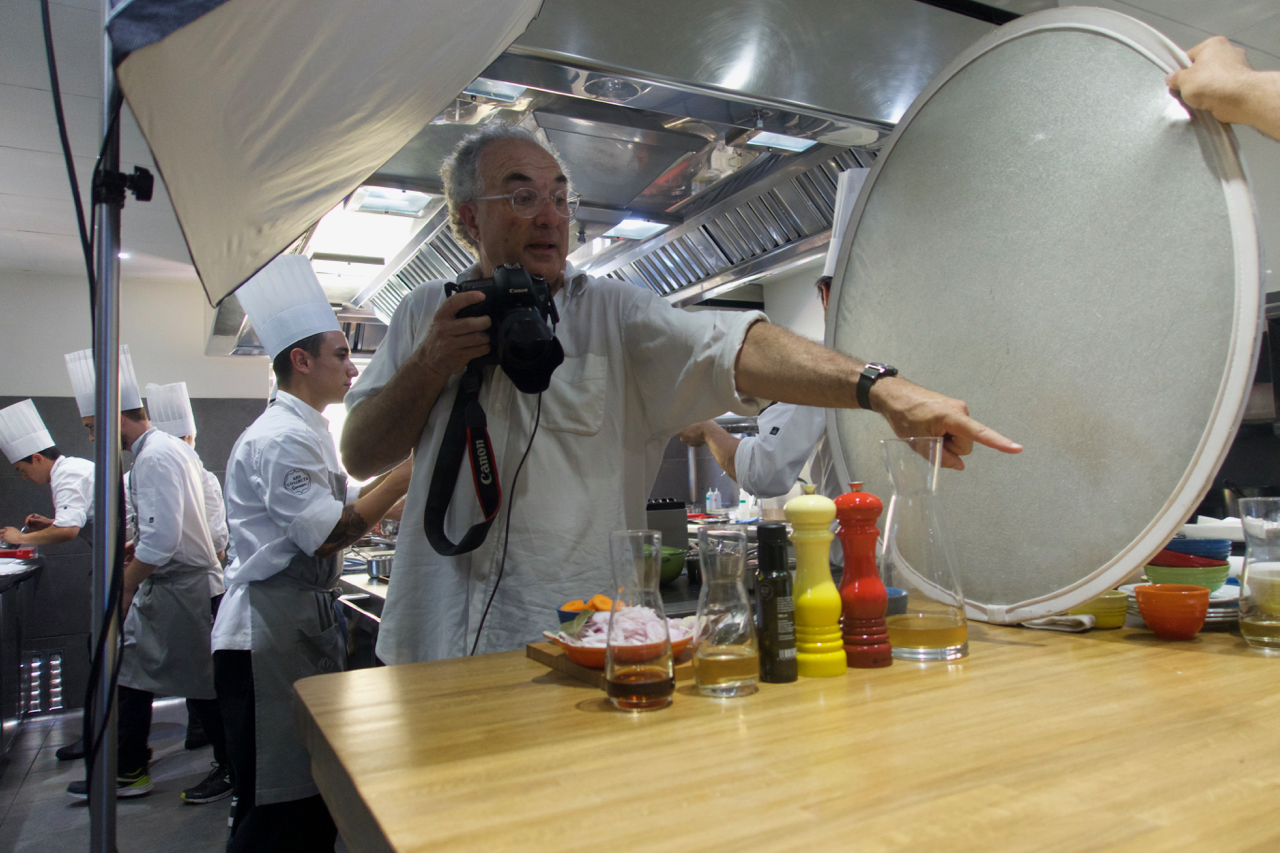
Francesc Guillament, rodeado de cocineros del equipo de Paco Pérez, durante una sesión de fotos en la cocina del restaurante Miramar, en Llansá, en el Cabo de Creus.

Francesc Guillamet Ferran (Figueras, 21 de septiembre de 1956) es un fotógrafo catalán, especializado en fotografía culinaria. Francesc Guillamet se inició en el mundo de la fotografía de la cocina junto a Juli Soler y Ferran Adrià, en el restaurante "El Bulli"; y es reconocido por haber fotografiado los 1.846 platos de la etapa de Ferran Adrià en el Restaurante "El Bulli" (Cala Montjoi, Rosas). También ha trabajado en las cocinas de Carme Ruscalleda, los hermanos Roca, Juan Mari Arzak, Xavi Sagristà y Toni Gerez, Sergi Arola, Fermí Puig o Nando Jubany; o en el obrador de Paco Torreblanca. Es autor de las fotos de todas las creaciones de Mateu Casañas, Oriol Castro y Eduard Xatruch ("tant al Compartir com al Disfrutar", «tanto en Compartir como en Disfrutar»). También trabaja con Paco Pérez, del "Miramar" (Llansá).
Ha ilustrado varios libros sobre paisajes. Destaca su colaboración con Eduard Puig i Vayreda sobre el paisaje del vino en Ampurdán.
Sus fotografías muestran influencia de la pintura moderna contemporánea. La profunda relación con el mundo del arte se concreta con las exposiciones que ha realizado en todo el mundo. Las revistas especializadas, gastronómicas o de fotografía, lo consideran un referente en la foto gastronómica a nivel mundial.

## Exposiciones
- 2018 Harinera 1994. Museo La Farinera. Castellón de Ampurias
- 2017 Paisajes. Ca l'Anita. Rosas[6]
- 2016 El Pirineo explicado a mis hijos. La Cate. Higueras
- 2015 Jornadas Gastronómicas. Málaga
- 2014 Harinera. Fundació Lluís Corominas Banyoles[7]
- 2014 Los años Roses. Sala exposiciones de la Ciutadella. Rosas
- 2014 LF/S Brooklin. Willansburg Brooklin
- 2013 El bodegón recuperado. IVAM. Valencia[8]
- 2010 librería Galiani Paris
- 2010 Rodear y mirar. Sala exposiciones La Cate. Higueras
- 2009 Retirada, Refugio antiaéreo. Gerona
- 2009 Gastroteca. Zaragoza
- 2008 Comida con los ojos. Hotel Banke. París
- 2007 De Dietrich Gallery. Itinerante
- 2007 Privado. Delegación cultura Generalidad. Gerona
- 2005 Concierto de verano. Palacio de Congresos Perpiña
- 2005 Nadar en la cocina. Club Diario Levante. Valencia
- 2005 Antaviana. Higueras
- 2005 Festival Regards. Perpiña
- 2004 Galería Senda Barcelona
- 2004 Maillol. Casa Generalidad. Perpiña
- 2003 Galería Atalante. Madrid
- 2001 Una justa medida de belleza, librería Torcatis Perpinya
- 1999 Jugamets, Museo del Juguete Figueres
- 1993 Festival Regards Vilanoba de la Ribera